# Elección de liderazgo del Partido Conservador (Reino Unido) de 2019
La elección de líder del Partido Conservador en 2019 se inició cuando Theresa May anunció el 24 de mayo de 2019 que renunciaría como líder del Partido Conservador el 7 de junio, y como primera ministra una vez que se eligiera un sucesor. Las nominaciones se abrieron el 10 de junio y se nominaron 10 candidatos. La primera votación de los diputados se llevó a cabo el 13 de junio, y las boletas exhaustivas de los diputados también tuvieron lugar los días 18, 19 y 20 de junio, reduciendo los candidatos a dos. La membresía general del partido elegirá al líder por boleta postal y el resultado se anunciará el 22 de julio.
La especulación sobre una elección de liderazgo surgió por primera vez después de la pobre actuación del partido en las elecciones generales de 2017. May lo había llamado con la esperanza de aumentar su mayoría parlamentaria para las negociaciones de Brexit. Sin embargo, los conservadores perdieron su mayoría general en la Cámara de los Comunes. La especulación surgió después de las dificultades que tenía May para obtener un acuerdo del Brexit que fuese aceptable para el Partido Conservador. Estos aumentaron en noviembre de 2018, y los miembros del Grupo de investigación europeo euroescéptico presionaron por un voto de no confianza a May, que fue derrotado en diciembre de 2018. A principios de 2019, el Parlamento votó repetidamente en contra del acuerdo propuesto por May, lo que lleva a su anuncio de su renuncia pendiente.

## Resultados
| Candidato      | Primera votación: 13 de junio | Primera votación: 13 de junio | Segunda votación: 18 de junio | Segunda votación: 18 de junio | Tercera votación: 19 de junio | Tercera votación: 19 de junio | Cuarta votación: 20 de junio | Cuarta votación: 20 de junio | Quinta votación: 20 de junio | Quinta votación: 20 de junio | Votos de los miembros del partido | Votos de los miembros del partido |
| Candidato      | Votos                         | %                             | Votos                         | %                             | Votos                         | %                             | Votos                        | %                            | Votos                        | %                            | Votos                             | %                                 |
| -------------- | ----------------------------- | ----------------------------- | ----------------------------- | ----------------------------- | ----------------------------- | ----------------------------- | ---------------------------- | ---------------------------- | ---------------------------- | ---------------------------- | --------------------------------- | --------------------------------- |
| Boris Johnson  | 114                           | 36.4                          | 126                           | 40.3                          | 143                           | 45.7                          | 157                          | 50.2                         | 160                          | 51.1                         | 92 153                            | 66.4                              |
| Jeremy Hunt    | 43                            | 13.7                          | 46                            | 14.7                          | 54                            | 17.3                          | 59                           | 18.8                         | 77                           | 24.6                         | 46 656                            | 33.6                              |
| Michael Gove   | 37                            | 11.8                          | 41                            | 13.1                          | 51                            | 16.3                          | 61                           | 19.5                         | 75                           | 24.0                         |                                   |                                   |
| Sajid Javid    | 23                            | 7.3                           | 33                            | 10.5                          | 38                            | 12.1                          | 34                           | 10.9                         |                              |                              |                                   |                                   |
| Rory Stewart   | 19                            | 6.1                           | 37                            | 11.8                          | 27                            | 8.6                           |                              |                              |                              |                              |                                   |                                   |
| Dominic Raab   | 27                            | 8.6                           | 30                            | 9.6                           |                               |                               |                              |                              |                              |                              |                                   |                                   |
| Matt Hancock   | 20                            | 6.4                           |                               |                               |                               |                               |                              |                              |                              |                              |                                   |                                   |
| Andrea Leadsom | 11                            | 3.5                           |                               |                               |                               |                               |                              |                              |                              |                              |                                   |                                   |
| Mark Harper    | 10                            | 3.2                           |                               |                               |                               |                               |                              |                              |                              |                              |                                   |                                   |
| Esther McVey   | 9                             | 2.9                           |                               |                               |                               |                               |                              |                              |                              |                              |                                   |                                   |
| Votos nulos    | 0                             | 0.0                           | 0                             | 0.0                           | 0                             | 0.0                           | 2                            | 0.6                          | 1                            | 0.3                          | 509                               | 0.4                               |
| Participación  | 313                           | 100.0                         | 313                           | 100.0                         | 313                           | 100.0                         | 313                          | 100.0                        | 313                          | 100.0                        | 139 318                           | 87.4                              |